# ميدالية ذهبية

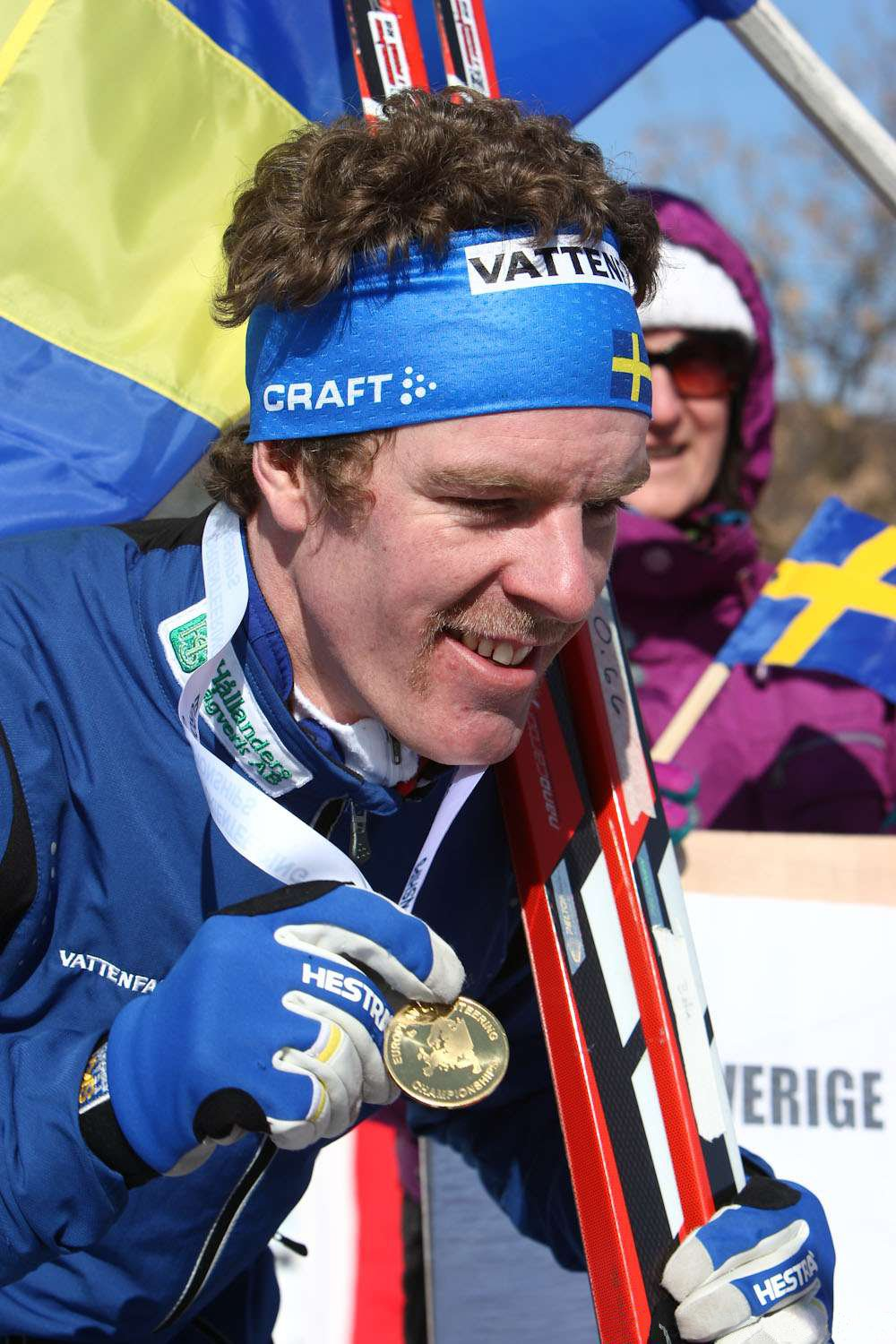
بيتر أرينسون يحمل ميدالية ذهبية

الميدالية الذهبية هي ميدالية تمنح للإنجاز الأعلى خارج النطاق العسكري. اشتق اسمها من الطلاء الذهبي وفي شكلها الذهبي. هي قطعة فضية أو نحاسية، ومعظم الرياضيين يعلمون بأن الميداليات الذهبية تتكون معظمها من الفضة والنحاس لكنها مطلية بالذهب، ولو كانت هذه الميداليات مصنوعة من الذهب الخالص فإن الجوائز سوف تكلف اللجنة الأولمبية الدولية أكثر من 17 مليون دولار.

## ميداليات المنافسة
ومن الناحية التاريخية فإن الميداليات قد أعطيت في تحقيق إنجاز معين في بعض الأشياء وخصوصا الرياضة. وتقليديا الميداليات تصنع من المعادن:
1. ذهب (أو أي معدن أصفر آخر مثل نحاس أصفر)
2. فضة (أو أي معدن رصاصي آخر مثل فولاذ)
3. برونز

## الألعاب الأولمبية
في الألعاب الأولمبية الحديثة الفائز بالمركز الأول يحصل على الميدالية مكافأة لإنجازه أما الألعاب الأولمبية القديمة يقدم له غصن زيتون أو إكليل زيتون من الشجرة المقدسة بالقرب من معبد زيوس.